# Walter Liebenthal
Walter Liebenthal
(1886-1982) fue un filósofo y sinólogo alemán especializado en Budismo Chino.
Tradujo varios trabajos filosóficos del Pali, del Sánscrito, y especialmente del Chino al Alemán. Basándose en su intensa investigación sobre Budismo Indio y religión China, una de sus conclusiones más importantes consistió en que el Budismo Chino en sus orígenes hasta Ch’an (Zen) no era la versión china del Budismo Indio, pero si una evolución a partir del Taoísmo, una religión china. Los conceptos de la India están presentes pero en su esencia, el Budismo Chan representa una nueva perspectiva.

## Biografía
Walter Liebenthal nació en Königsberg, Prusia (actualmente Kaliningrado, Rusia), en 1886, hijo de Robert Liebenthal, abogado, y Grete Becken. Se casó con Charlotte Oenike en 1914 y de esta unión nacieron 4 hijos: Frank, Ludwig, Johanna y Walter.
Su carrera profesional cubrió varios ámbitos. En primer lugar estudió derecho, pero poco tiempo después siguió sus inclinaciones artísticas y se desenvolvió como escultor. En 1914, al comenzar la Primera Guerra Mundial, se incorporó como voluntario en el Ejército Prusiano. Durante el conflicto bélico, fue herido en dos oportunidades y finalmente pasó dos años en cautiverio en Francia, de 1918 a 1920.
Al regresar a Berlín, Walter Liebenthal inició varios emprendimientos para ganar el sustento de su familia. Fueron los años difíciles de la República de Weimar. En sociedad con amigos abrió un cine, más tarde estableció una fábrica de chocolate y luego del fracaso de esta, una granja de fresas. También realizó decorados para escenografías. Ninguna de estas actividades fueron lo suficientemente rentables. Sin embargo, su esposa tuvo más éxito con la confección de bordados para ropa de niños. Ella instaló un taller en su casa y todos pudieron vivir de las ganancias de este negocio. Durante esos años, Walter Liebenthal conoció al Dr. Paul Dhalke, fundador del primer monasterio Budista Alemán en Berlín-Frohnau en 1924 y fue a partir de este encuentro que se interesó mucho en el Budismo. Comenzó entonces a estudiar sistemáticamente el Pali, Sánscrito, Tibetano y Chino. Años más tarde, en 1928, a la edad de 42 años, se dedicó a estudiar las religiones y filosofía de la India en las universidades de Berlín, Marburg, Heidelberg, Halle y Breslau. Entre sus profesores y mentores se encontraban el Dr. Johannes Nobel, Max Walleser y Otto Strauss. En 1933 obtuvo un doctorado de la Universidad de Breslau por una tesis sobre “Satkarya retratado por sus opositores budistas” (ver Publicaciones). Luego de su graduación, no pudo conseguir trabajo en las universidades alemanas debido a las leyes discriminatorias del régimen de Hitler en aquella época.
A raíz de esa situación en 1934 Walter Liebenthal se presenta y logra un puesto como investigador en el Instituto Sino-Indio de la Universidad de Yenching, en Pekín, China. Durante dos años preparó un Índice Chino – Sánscrito al Kasyapa–parivarta. Desafortunadamente, este trabajo se perdió durante la ocupación de Pekín por las fuerzas japonesas. En 1937, se incorporó a la Universidad de Pekín como profesor de Sánscrito y Alemán, y se mudó con ella a sus sucesivas sedes en Changsha y Kunming durante la guerra. “Al regresar a Pekín en 1946 publicó “The Book of Chao” (El Libro de Chao) que consolidó firmemente su reputación como sinologo.”.
En 1952 dejó Pekín y se trasladó a la Universidad Visva-Bharati de Santiniketan, en India, que había sido fundada por el escrito bengalí, Rabindranath Tagore. Allí ocupó en primer lugar el cargo de investigador sénior y más tarde fue asignado como profesor y director del Departamento de Estudios Sino-Indios hasta convertirse en Profesor Emérito en 1959. Al cumplir 70 años, la Universidad de Visva-Bharati publicó una Revista Conmemorativa (Festschrift) con artículos de “colegas del Dr. Liebenthal provenientes de todo el mundo, quienes accedieron con entusiasmo a rendirle su tributo.”
Al fallecer su amada esposa Charlotte en 1958, Walter Liebenthal decidió dejar India y viajar a Europa donde dio charlas y conferencias. En 1959 se lo nombró profesor adjunto en la Universidad Hebrea de Jerusalén en Israel, y más tarde en la Sorbona, Francia (1960-1961) por recomendación de su amigo el profesor Paul Demiéville. Finalmente, en 1962, a la edad de 77 años, se instaló en Tubinga (Alemania) donde fue invitado a colaborar por los Directores de los Seminarios de Indología y de Filología de Asia Oriental, en la Facultad de Filosofía de la Universidad de Tubinga.
En 1965, por iniciativa del Prof.Dr.Ziegler, Decano de la Facultad de Filosofía y con el apoyo del Senado de la Universidad, fue nombrado Profesor Honorario de la Facultad de Filosofía en su especialidad de "Budismo Chino". Se mantuvo activo hasta su muerte en 1982, dando clases, conferencias y trabajando en “On World Interpretations” ("Sobre Las Interpretaciones del Mundo"), su opus magnum.
“Su largo e intenso compromiso con profesores de religión y filosofía de la India y China, lo condujeron más allá del ámbito de su especialidad hasta el estudio comparativo de los temas y la estructura de pensamiento que determinan una cultura. Todas sus ideas al respecto están plasmadas en su obra “On World Interpretations (Santiniketan 1956) que representa al mismo tiempo un alegato para un mutuo entendimiento entre los pueblos.”

## Carrera profesional
- Investigador, Instituto Sino- Indio, Universidad de Yenching, Pekín, China - 1934-1936
- Profesor de Sánscrito y Alemán en la Universidad de Pekín, China, 1937
- Investigador Sénior (1952-54), Profesor y Director (1955-59) en la Universidad Visva-Bharati. Santiniketan, India
- Profesor Visitante en la Universidad Hebrea de Jerusalén, Israel, 1959
- Profesor Visitante en el Instituto de Estudios Superiores Chinos, Universidad de la Sorbona, París, Francia, l960
- Profesor Honorario, Universidad de Tubinga, Alemania, l965

## Publicaciones Propias
- Satkarya retratado por sus opositores budistas (“Satkarya in der Darstellung seiner buddhistischen Gegner“). 8 vo. 151 pag. Kohlhammer, Stuttgart-Berlin 1934
- Sutra del Señor ("Sutra to the Lord of Healing") [Bhaishajya-grun Vaiduryaprabha Tathagata], 32 pag. Ed. por Chou Su-Chia y traducido por Walter Liebenthal. Buddhist Scripture Series No.1, Society of Chinese Buddhists, Peking 1936
- El Libro de Chao (“The Book of Chao”). Monumenta Serica, Serie XIII 8 vo. 195 pag. Peking 1948
- Tao-sheng y su Tiempo (“Tao-sheng and His Time”). Monumenta Nipponica, XI, XII, 34 pag, Tokio 1955/6, Monograph No.17
- La Concepción del Mundo de Chu Tao Sheng (The World Conception of Chu Tao Sheng). Monumenta Nipponica, 8 vo. No..1 & 2, Tokio 1956
- Sobre la Interpretación del Mundo (“On World Interpretations”). 8.º. 88 pag. Santiniketan 1956. (apareció serialmente en Visvabharati Quarterly XX. 1, 3 & 4; XXI. 1 & 4 durante 1954/6)
- Chao Lun: los tratados de Seng-Chao ("Chao Lun: The Treatises of Seng-Chao"), 2.ª edición rev., 152 pag. Honk Kong University Press, dist. por Oxford University Press ISBN 0196431042
- El Wu-men-kuan: Entrada solo por la Pared (“Das Wu-men kuan: Zutritt nur durch die Wand / Wu-men Hui-k'ai“). 142 pag. Heidelberg: Lambert Schneider, 1977

También muchos artículos y críticas. Entre los primeros podemos enumerar: "The Problem of a Chinese-Sanskrit Dictionary" (1935-6), " On Chinese-Sanskrit Comparative Indexing" (1935-6), "What is Chinese Buddhism" [in German], "The Problem of Chinese Buddhism", "Existentialism and Buddhism", Yung-chia Cheng-tao-ko or Yung-chia's Song of Experiencing the Tao (1941), Sanskrit Inscriptions from Yünnan I (and the Dates of Foundation of the Main Pagodas in that Province) (1947), "Wang Pi's new interpretation of the I Ching and Lun-yu", T'ang Yung T'ung (1947), Shih Hui-Yuan’s Buddhism as set forth in his writings (1950), "The Immortality of the Soul in Chinese Thought. " (1952), "A Biography of Chu Taosheng," (1955), “Notes on the Vajrasamadhi” (1956), “Lord Atman in the Lao-Tzu” (1968). Most appeared in the Journal of Oriental Studies, Monumenta Serica Institute, Germany, but also in Monumenta Nipponica and the Harvard Journal of Asiatic Studies.

## Otras Publicaciones
- Revista Conmemorativa (Liebenthal Festschrift), 294 pag, Santiniketan, Visvabharati Quarterly, Vol V, No. 3 & 4, 1957
- Universidad de Tübingen, Comunicado de Prensa No.18, "Prof.Dr.Walter Liebenthal al cumplir 80 años", 3 de junio de 1996
- Universidad de Tübingen, artículo del Prof.Tilemann Grimm, Attempto 66/67, p.73, "Prof.Dr.Walter Liebenthal al cumplir 95 años", 1980
- Mechthild Leutner, Roberto Liebenthal: "Die Entdeckung des chinesischen Buddhismus. Walter Liebenthal (1886-1982). Ein Forscherleben im Exil", 477 S., Berliner China-Studien 57, Ostasiatisches Seminar der Freien Universität Berlin, Mechthild Leutner (Hrsg.), Lit Verlag Dr.W.Hopf, Berlin, 2021, ISBN 978-3-643-25004-9